# SŽD-Baureihe 2ТЭ10
Die Lokomotiven der SŽD-Baureihe 2ТЭ10 (deutsche Transkription 2TE10) der Sowjetischen Eisenbahnen (SŽD) waren breitspurige Diesellokomotiven mit dieselelektrischer Kraftübertragung vorrangig für den Güterzugdienst. Sie waren die Zweisektionsvariante der ТЭ10 und als Ableitung aus dieser Reihe entstanden. Sie trugen den Spitznamen Ukraina.

## Geschichte
Eine Lokomotive dieser Reihe wurde 1960 in der Lokomotivfabrik Luhansk als Zweisektionsvariante der ТЭ10 entwickelt. Ursprünglich sollte die erste Versuchslokomotive die Bezeichnung ТЭ12 erhalten, auf Grund der hohen Übereinstimmung mit den meisten Komponenten der ТЭ10 empfahl jedoch die Versuchs- und Entwicklungsanstalt für Schienenfahrzeuge die Bezeichnung 2ТЭ10.
Die Lokomotive wurde als zwei ständig gekuppelte Sektionen der ТЭ10 vorgestellt, bei denen an der Seite hinter dem Kühler der Führerstand des Maschinisten in einen Übergangs-Vorraum zwischen den Sektionen umgewandelt wurde. Die Lokomotive wurde mit den Traktionsfahrmotoren EDT-340 G ausgerüstet, das Übertragungsverhältnis zu den Achsen betrug 68:15. Alle Parameter der Lokomotive waren gegenüber der ТЭ10 doppelt vorhanden (Leistung und Zugkraft sowie Vorrat an Kraftstoff, Sand, Wasser und Öl).
Nach der gebauten Versuchslokomotive fertigte die Lokomotivfabrik Charkow von 1961 bis 1963 noch 18 Diesellokomotiven dieser Reihe mit den Traktionsfahrmotoren TED ED-140 und der Übertragungszahl 69:14. Die ersten fünf Lokomotiven fuhren bis 1964 im Depot Kandalakscha der Oktoberbahn und erhielten dort positive Bewertungen von den Personalen. Besonders wurde hervorgehoben, dass die Lokomotive die gleiche Leistung wie die damals dreiteilige SŽD-Baureihe ТЭ3 aufwies, was sie für den Betrieb mit schweren Zügen passender machte.
Die übrigen Lokomotiven der Serie, und damit auch die ersten fünf Fahrzeuge, fuhren dann auf der Piwdenna Salisnyzja im Güterzugdienst. Die Ausmusterung geschah in den 1980er Jahren, 1990 war in den Inventarlisten nur noch die 2ТЭ10-008 vorhanden. Aus der Literatur ist nicht zu entnehmen, dass eventuell eine Maschine in einem Museum überlebt hat. Sie bildeten aber die Grundlage für die in großer Stückzahl hergestellte Reihe 2ТЭ10Л.